# 美國性悖軌法
同性性行为在美国历史上曾经属于违法犯罪行为，性悖軌法主要是美国用于起诉同性性行为的一个司法传统法律罪名。此条法律已于2003年的劳伦斯控告得克萨斯州案件中废除。

## 历史
1779年托马斯杰弗逊就起草了包括惩罚男人與男人性交的弗吉尼亚州法实际上杰弗逊是想减轻其惩处，到那时为止该州都规定性悖軌法最高可处死刑。
1962年，伊利諾州成為首個合意同性性行為「非罪化」的州。
在1962年以前，男人與男人性交在各个州都是重刑罪，可被判处长期监禁。后来一段时间，很多没有废除性悖軌法的州都通过立法减少刑罚，其後逐漸廢除。
就在2003年劳伦斯判决以前，没有废止性悖軌法的各个州之间的判决差别很大。判刑最重的州是爱达荷州，理论上性悖軌法可以判处终身监禁。然后是密歇根州，最高可判处15年监禁。
2003年6月26日，美国最高法院以6:3的表决否决了得克萨斯州的判決。判决表示私人的合意性行为受到自由权利的保护，这个自由权利是由美国宪法的正当程序条款 （due process clause）暗示的。这个决定把所有应用于非商业性质的、发生在私人场所的、两个自愿的成年人之间的性悖軌法宣布为无效，也推翻了乔治亚州自1986年以来的规定。
在2003年的那个判决之前，27个州和哥伦比亚特区以及其它4个领地（territories）都已经通过立法废止了性悖軌法，9个州根据法院判决推翻了或废止了性悖軌法。4个州仍有禁止同性性行為的法律，10个州，波多黎各和美国军方仍然有对所有性别通用的法律。 
在美国很多州，这个法律不再是强迫实施的了或非常有选择性的实施。这些少见的判决在法令全书中通常被引用为对同性恋的歧视。

## 2003年废止前的各州法律
美国各州和领土在2003年废止法律前的处罚，根据由“兰姆达立法防卫和教育基金”（Lambda Legal Defense and Education Fund （页面存档备份，存于））以及“美国公民自由联盟”（American Civil Liberties Union （页面存档备份，存于））：
- 阿拉巴马州（所有性别，2000美元/年罚款）
- 阿拉斯加州（1980年废止）
- 亚利桑那州（2001年废止）
- 阿肯色州（2002年由法院宣判无效）
- 加利福尼亚州（1976年废止）
- 科罗拉多州（1972年废止）
- 康涅狄格州（1971年废止）
- 特拉华州（1973年废止）
- 哥伦比亚特区（1993年废止）
- 佛罗里达州（所有性别，500美元罚款，最高60天监禁）
- 乔治亚州（1998年由法院宣判无效）
- 夏威夷州（1973年废止）
- 爱达荷州（所有性别，5年到终身监禁）
- 伊利诺斯州（1962年废止）
- 印第安那州（1977年废止）
- 爱荷华州（1978年废止）
- 堪萨斯州（同性间，1000美元罚款，最高6个月监禁）
- 肯塔基州（1992年由法院宣判无效）
- 路易斯安那州（所有性别，2000美元罚款，最高5年监禁）
- 缅因州（1976年废止）
- 马里兰州（1999年由法院宣判无效）
- 马萨诸塞州（被解释为不适用于私人行为，2002年）
- 密歇根州（15年监禁，法令由Wayne法院判决，但是状况不清楚）
- 明尼苏达州（2001年废止）
- 密西西比州（所有性别，10年监禁）
- 密苏里州（只对同性适用，1000美元罚款，最高一年监禁，一个上诉法院解释这个法律不适用于自愿的行为，但是这个判决不是全州有效）
- 蒙大拿州（1997年由法院宣判无效）
- 内布拉斯加州（1978年废止）
- 内华达州（1993年废止）
- 新罕布什尔州（1975年废止）
- 新泽西州（1979年废止）
- 新墨西哥州（1975年废止）
- 纽约州（1980年由法院宣判无效；2000年废止）
- 北卡罗来纳州（所有性别，任意罚款，最高10年监禁）
- 北达科他州（1973年废止）
- 俄亥俄州（1974年废止）
- 俄克拉荷马州（只对同性适用，10年监禁）
- 俄勒冈州（1972年废止）
- 宾夕法尼亚州（1980年由法院宣判无效，1995年废止）
- 波多黎各（所有性别，10年监禁）
- 罗得岛州（1998年废止）
- 南卡罗来纳州（所有性别，500美元罚款，最高5年监禁）
- 南达科塔州（1977年废止）
- 田纳西州（1996年由法院宣判无效）
- 德克萨斯州（只对同性适用，500美元罚款）
- 犹他州（所有性别，1000美元罚款，最高6个月监禁）
- 佛蒙特州（1977年废止）
- 维吉尼亚州（所有性别，1-5年监禁）
- 华盛顿州（1976年废止）
- 西佛吉尼亚州（1976年废止）
- 威斯康星州（1983年废止）
- 怀俄明州（1977年废止）